# 邹鲁故居
24°37′21″N 116°37′56″E / 24.62250°N 116.63219°E
邹鲁故居即敬爱堂，位于中国广东省大埔县茶阳镇花窗村（原长治镇仁厚村），是中国国民党元老邹鲁的故居，2010年被列为广东省文物保护单位。
敬爱堂始建于明嘉靖年间，清代重建，坐西朝东，背靠蜈蚣山，占地面积1584平方米，建筑面积1352平方米，一正四横，土木结构，正屋有房间18个，两旁横屋共有房间24个，门前竖有5支清朝石楣杆，为清道光年间和民国年间所立。